# Bălăcel, Cetatea Albă
Bălăcel (în ucraineană Великорибальське, transliterat: Velîkorîbalske) este un sat în comuna Plahteevca din raionul Cetatea Albă, regiunea Odesa, Ucraina.

## Demografie
Componența lingvistică a localității Bălăcel
     Ucraineană (67,03%)
     Rusă (29,04%)
     Română (2,84%)
     Bulgară (1,09%)
Conform recensământului din 2001, majoritatea populației localității Bălăcel era vorbitoare de ucraineană (67,03%), existând în minoritate și vorbitori de rusă (29,04%), română (2,84%) și bulgară (1,09%).